# Giovanni Angelo di Montorsoli
Giovanni Angelo Montorsoli (ur. ok. 1506, zm. 1563 roku), znany również jako Fra Montorsoli, Michele Agnolo lub Angelo di Michele d 'Angelo da Poggibonsi – włoski rzeźbiarz, uczeń Michała Anioła.
Urodził się we Florencji. W latach 1521–1534 był uczniem a później asystentem Michała Anioła przy pracach prowadzonych w Kaplicy Medyceuszów w San Lorenzo we Florencji. Tam wykonał rzeźbę świętego Kosmy wraz z innym pomocnikiem mistrza Raffaello da Montelupo. W 1533 roku wykonał rzeźbę znaną jako Pijany Satyr. Była ona przeznaczona na ścianę weneckiej fontanny lub miała stanąć w niszy w miejscu, gdzie miała przelewać się woda.
W 1532 roku został wezwany przez papieża Klemensa VII do pałacu papieskiego w celu przywrócenia do stanu świetności znajdujących się tam rzeźb. Odrestaurował m.in. rzeźby Grupa Laokoona i Apollo Belwederski oraz Tors Belwederski.
W 1547 roku wyjechał do Florencji, do Mesyny, gdzie wyrzeźbił fontanny Fontanna Oriona (1551) i Fontanna Neptuna (1557).